# Phaeostigma thaleri
Phaeostigma thaleri is een kameelhalsvliegensoort uit de familie van de Raphidiidae. De soort komt voor in Oezbekistan.
Phaeostigma thaleri werd voor het eerst wetenschappelijk beschreven door H. Aspöck & U. Aspöck in 1964.